# Alakince
Alakince (cyr. Алакинце) – wieś w Serbii, w okręgu pczyńskim, w gminie Surdulica. W 2011 roku liczyła 1547 mieszkańców.